# Костенко Артем Володимирович
Артем Володимирович Костенко (псевдо «Марадона»; 1996, м. Южне, Одеська область — 26 лютого 2022, м. Харків) — український військовослужбовець, старший солдат 38 ЗРП Збройних сил України, учасник російсько-української війни. Кавалер ордена «За мужність» III ступеня (2022, посмертно).

## Життєпис
Артем Костенко народився 1996 року. Проживав у місті Южне на Одещині.
Навчався у Южненській загальноосвітній школі № 1, закінчив Южненський НВК №2 -Центр-Ліцей. . Захоплювався футболом.
Під час повномасштабного російського вторгнення в Україну 2022 року захищав повітряний простір України. Загинув 26 лютого 2022 року у м. Харкові.

## Нагороди
- орден «За мужність» III ступеня (28 лютого 2022, посмертно) — за особисту мужність і самовіддані дії, виявлені у захисті державного суверенітету та територіальної цілісності України, вірність військовій присязі[3]